# Застава Лужичких Срба
Застава Лужичких Срба (глсрп. Serbska chorhoj, длсрп. Serbska chórgoj) застава је Лужичких Срба. Као и код већине словенских застава, и лужичкосрпска има пансловенске боје, које поријекло имају у пансловенском покрету који је настао у 19. вијеку у Европи.

## Историја
Први помен лужичкосрпске заставе датира из 1842. године. У јуну 1848. године на Првом свесловенском конгресу у Прагу заступници Лужичких Срба су својим симболом прогласили плаво-црвено-бијелу заставу.
Нацистичка власт у Њемачкој је 1935. године забранила заставу. 17. маја 1945. године основана је лужичкосрпска организација „Домовина” која је поново почела користити заставу.
У законодавству Источне Њемачке се не помиње застава Лужичких Срба, али су савјети Котбуса и Дрездена дозволили њено истицање у посебним приликама.